# Abbaye territoriale de Montevergine
L'abbaye territoriale de Montevergine (en latin : abbatia territorialis Montisvirginis ; en italien : abbazia territoriale di Montevergine) est une abbaye territoriale de l'Église catholique en Italie, suffragante de l'archidiocèse de Bénévent et appartenant à la région ecclésiastique de Campanie.

## Territoire
L'abbaye territoriale de Montevergine est située sur le hameau de Montevergine dans la commune de Mercogliano sur une partie de la province d'Avellino, les autres parties de cette province étant dans les diocèses d'Ariano Irpino-Lacedonia, de Nole et les archidiocèses de Salerne-Campagna-Acerno et de Bénévent. Son territoire couvre une superficie de 3 km2 avec une paroisse.

## Histoire
L'abbaye de Montevergine est fondée en 1119 par Guillaume de Verceil ; l'église construite par le saint est consacrée solennellement en 1124 par Giovanni Ier, évêque d'Avellino. Le même évêque accorde en mai 1126 l'exemption de la juridiction des évêques d'Avellino sur le monastère et ses dépendances, privilège confirmé par ses successeurs ; Roberto en 1133 et Guglielmo en 1185. Plus importantes sont les bulles pontificales qui l'érige en abbaye territoriale (abbatia nullius) immédiatement soumise au Saint-Siège, étendant l’exemption déjà accordée par les évêques d’Avellino à toutes les dépendances présentes dans les autres diocèses. On connaît les bulles des papes Alexandre III (1161-1173), Lucius III (1181-1185), Celestin III (1197), Innocent III (1209), Alexandre IV (1261) et Urbain IV (1264).
L'abbaye étend rapidement ses possessions grâce à la munificence des rois et des empereurs. Les XIIe siècle et XIVe siècle marquent la plus grande splendeur de cet institut : papes, rois, princes et grands seigneurs féodaux rivalisent pour enrichir Montevergine de biens spirituels, de dons somptueux, de grands fiefs et de protection souveraine. Cette période de splendeur et de grandeur est suivi d'une période de décadence, qui coïncide avec la cession de l'abbaye aux cardinaux qui gouverne l'institut en tant qu'abbés commendataires, dépouillant et épuisant les actifs et les possessions de l'abbaye. En 1515, le cardinal Louis d'Aragon donne le régime de la commende aux administrateurs de l'hospice de la Santissima Annunziata de Naples.
Cette situation de déclin s'achève le 27 août 1588 par le bref apostolique Dudum felicis recordationis du pape Sixte V, qui met fin au régime de la commende, rétablit l'indépendance de l'abbaye et tous ses privilèges et exemptions. Les abbés généraux de la congrégation deviennent également abbés territoriaux. Une phase de lente et laborieuse renaissance s'ouvre, confiée à des abbés qui essayent de mettre en place les décrets de réforme décidés par le concile de Trente. Dans cette tâche, les abbés comptent notamment sur la convocation périodique de synodes diocésains pour la gestion du sanctuaire de Montevergine et des paroisses qui en dépendent. Plusieurs synodes sont connus, dont celui organisé le 19 juin 1717 par Gallo Gallucci, abbé général et celui de mars 1829 organisé par l'abbé Raimondo Morales, à qui est confié la charge de restaurer l'abbaye après les suppressions et les confiscations de l'époque napoléonienne. Entre 1733 et 1749, le nouveau bâtiment de la curie abbatiale, appelé palais de Lorette, est construit à Mercogliano.
Le 8 septembre 1879, l'ordre de Montevergine est uni à la congrégation de l'observance primitive de Cassin connue aujourd'hui sous le nom de congrégation de Subiaco. L'abbaye de Montevergine maintient son statut d'abbaye nullius, régie par le Code de droit canonique de 1917. Au XXe siècle, la pastorale est une des questions les plus urgentes à traiter, comme l’indique le compte rendu de la visite apostolique de 1906. Les gens sont négligés par un clergé qui n’est pas à la hauteur, à leur tour négligés par l’abbé au profit des moines, notamment en ce qui concerne la formation. L'abbé Ramiro Marcone ouvre un séminaire en 1919, construit un orphelinat et pose la première pierre de la nouvelle cathédrale, bénie et ouverte au culte en 1961 ; il fonde la congrégation des bénédictines de Montevergine pour s'occuper de l'orphelinat et établit une action catholique en 1919.
En 1979, à la suite de changements territoriaux impliquant différentes juridictions ecclésiastiques de Campanie, l'abbaye territoriale cède au diocèse d'Avellino deux paroisses appartenant à la municipalité de la capitale irpinienne et trois paroisses de la municipalité de San Martino Sannita à l'archidiocèse de Bénévent ; dans le même temps, l'abbaye récupère les paroisses de Sant'Angelo a Scala (de Bénévent) et de Summonte (d'Avellino).
Le 15 mai 2005, par le décret De abbatia territorialis Montisvirginis necnon diocesis Abellinensis finium mutatione du 15 mai 2005 de la congrégation pour les évêques, l'abbaye cède au diocèse d'Avellino cinq paroisses de Mercogliano, les deux paroisses de Summonte, la paroisse de 
Sant'Angelo a Scala et celle d'Ospedaletto d'Alpinolo. L'abbaye territoriale ne couvrant plus que le sanctuaire du mont Partenio et la cathédrale-abbatiale de Loreto à Mercogliano. En 2006, l'abbé Tarcisio Giovanni Nazzaro démissionne à la suite de difficultés financières qui secouent l'administration du sanctuaire.

## Source
- (it) Cet article est partiellement ou en totalité issu de l’article de Wikipédia en italien intitulé « Abbatiat territoriale di Montevergine » (voir la liste des auteurs).

### Article lié
- Liste des diocèses et archidiocèses d'Italie